# 4210 Isobelthompson
4210 Isobelthompson eller 1987 DY5 är en asteroid i huvudbältet som upptäcktes den 21 februari 1987 av den belgiske astronomen Henri Debehogne vid La Silla-observatoriet. Den är uppkallad efter Isobel Thompson.
Asteroiden har en diameter på ungefär 10 kilometer och den tillhör asteroidgruppen Eos.